# Solveiga Palevičienė
Solveiga Palevičienė (* 1978) ist eine litauische Juristin, Privatrechtlerin und Professorin der Mykolas-Romer-Universität.

## Leben
Nach dem Abitur an der Mittelschule 1996  absolvierte Solveiga Palevičienė von 1996 bis  2001 das Diplomstudium  des Rechts an der Universität Vilnius, von 2013 bis 2014 LL.M.-Aufbaustudium (MIDS-Bereich) an der Universität Genf sowie von 2004 bis 2008 promovierte nach dem Promotionsstudium zum Doktor der Rechtswissenschaften an der Mykolas-Romer-Universität in Vilnius. Seit 2014 ist sie Doktorandin an der Universität Genf, Schweiz. Palevičienė lehrte als Lektorin und dann bis 2017 als Dozentin an der Rechtsfakultät  der Mykolas Römeris-Universität (MRU) in Vilnius. Seit September 2017 ist sie Professorin am Institut des Privatrechts.
Von 2009 bis 2013 war sie Chef-Rechtsberaterin von Dalia Grybauskaitė.
Von 1998 bis 2001 arbeitete sie als Rechtsanwaltsgehilfe bei "LAWIN Lideika, Petrauskas, Valiūnas ir partneriai" (Valiunas Ellex). Von 2001 bis 2008 war sie Gehilfe und Beraterin des Zivilkammerleiters bei Lietuvos Aukščiausiasis Teismas. Von 2004 bis 2008 lehrte sie als Lektorin an der Tarptautinio verslo mokykla.